# Barry Barish

Barry Clark Barish (født 27. januar 1936) er en amerikansk eksperimentelfysikeog nobelprismodtager. Han er Linde Professor of Physics, emeritus på California Institute of Technology. Han er en af det førende eksperter inden for gravitationsbølger.
I 2017 modtog han nobelprisen i fysik sammen med Rainer Weiss og Kip Thorne "for afgørende bidrag til LIGOdetektion og for at observere gravitationsbølger".
I 2018 blev han ansat på University of California, Riverside, hvorved han blev den anden nobelprismodtager på fakultetet.